# Bărbătești, Iași
Bărbătești este un sat în comuna Cucuteni din județul Iași, Moldova, România.